# A végső megoldás: Halál
A végső megoldás: halál, alternatív magyar címén Alien 3 - A végső megoldás: halál (Alien³) egy 1992-ben bemutatott amerikai tudományos-fantasztikus horrorfilm David Fincher rendezésében, melyet David Giler, Walter Hill és Larry Ferguson írtak, Vincent Ward forgatókönyvének felhasználásával. A főszerepben az előző két epizódban is szereplő Sigourney Weaver látható. A film az Alien-sorozat harmadik része.
A film elkészülte nem volt zökkenőmentes, számtalan tervezetet és forgatókönyvet elvetettek az idők során, majd David Fincher kapta meg a rendezés jogát, akinek több szempontból is meg volt kötve a keze. Tetézte a helyzetet, hogy a forgatókönyv még a forgatás megkezdésekor sem volt teljesen készen, és Fincher kész filmjét is önkényesen újravágatta a stúdió, amely feszültségekhez vezetett. A bemutató után az Egyesült Államokban közepes vagy negatív kritikákat kapott, az USA-n kívül azonban sikeres lett. 2003-ban megjelent az eredeti Fincher-koncepcióhoz hűbb változat, az Assembly Cut, melyhez azonban a rendezőnek nem volt köze.

## Cselekmény
Az előző rész eseményeinek túlélői: Ripley, Newt, Bishop, és Hicks épp hibernálva utaznak a Föld felé űrhajójuk, a Sulaco fedélzetén, amikor egy idegen tojásból kikelő arctámadó xenomorph tevékenységei miatt váratlanul tűz üt ki az egyik hibernálókamrában. Egyiküket elkapja és a figyelmeztető rendszer szerint életjelei megállnak, az űrhajó automatikája kilövi a legénységet egy mentőkabinnal, majd Ripley kapszuláját töröttnek látjuk. A szerkezet a Fiorina "Fury" 161-es büntetőtelep-bolygón csapódik be, és egyedül Ripley éli túl a balesetet. A telepen dupla Y-kromoszómás elítéltek – rablók, gyilkosok, nők és gyermekek megrontói – élnek saját vallásuk szerint, önmegtartóztató életet folytatva. Egy nő érkezése felforgathatná az életüket, éppen ezért a telep vezetője máris odakéretett egy mentőcsapatot, hogy amint lehet, vigyék őt el. Addig is Ripleyt Dr. Clemens gondjaira bízzák. Ripley a mentőkabinban látott savnyomok miatt aggódni kezd, hogy idegen maradt az űrhajón, ezért megkéri Clemenst, hogy boncolják fel Newt-ot. Ám semmit sem találnak. Mindeközben egy arctámadó ráugrik egy kutyára, és miközben Newt és Hicks hamvasztásos temetését tartják, hirtelen kirobban az állatból egy nagy termetű idegen, mely a kutyákra jellemző tulajdonságokkal is bír. Hamarosan - az eddigiektől eltérő agresszív ragadozó módszerrel - el is kezdi szedni első áldozatait, amint azt az egyik félőrültté vált rab beszámolójából megtudják. Ripley felajánlja segítségét a raboknak, ám kiderül, hogy az egész fegyenctelepen egyetlenegy fegyver sincs. Az egyedüli dolog, amiben bízhatnak, az az, hogy ideér a Weyland-Yutani társaság mentőhajója és segít rajtuk. Ripley működésbe hozza Bishopot, aki annyit még képes elmondani, hogy egy idegen arctámadó valóban felkerült a Sulaco fedélzetére.
Váratlanul Clemenst is megöli az idegen, de Ripleyt, aki szintén ott tartózkodik, nem bántja. Miután felfedte magát, iszonyatos mészárlást rendez. A maroknyi rab Ripley vezetésével csapdába akarja csalni a lényt, ám a próbálkozás katasztrófával zárul, és még többen halnak meg. Miközben új megoldáson törik a fejüket, Ripley egy orvosi berendezés segítségével rájön, hogy őt azért nem bántja az idegen, mert a Sulaco balesete közben egy királynő-embrió került testébe. Arra is rá kell jönnie, hogy a Társaság nem megmenteni jön őket, nekik az idegen kell, hogy biológiai fegyvernek használhassák. Ripley kéri Dillont, a helyi papot, hogy ölje meg őt, mielőtt a kikelés bekövetkezik, de Dillon feltételhez köti: csak akkor végez vele, ha előbb ő is segít elkapni a szabadon kószáló idegent. A maroknyi rab önfeláldozó módon becsalogatja az idegen lényt a börtön kohójába, ahol forró fémet öntenek rá. Ám még ez sem végezne vele, ezért lelocsolják jéghideg vízzel, és a hirtelen hőmérséklet-különbség miatt a kreatúra darabokra robban.
Nem sokkal ezután megérkezik a Társaság mentőalakulata, melyet egy Bishop nevű egyén vezet, az azonos nevű android tervezője, aki hajszálpontosan úgy néz ki, mint a robot. Megpróbálja Ripleyt lebeszélni az öngyilkossági kísérletéről, és kéri, hogy adja át nekik az embriót. Ezt nem teszi meg, hanem helyette inkább beleugrik a forró fémmel teli kohóba, zuhanás közben kitör belőle az embrió, utolsó lélekjelenlétével átkarolja, és meghal. Az egyetlen túlelőt, a meglőtt lábú Morse-t láncon elvezetik. A film végi jelenet tanúsága szerint a büntető-telepet ezek után lezárták, az ércfinomító-berendezést pedig eladták ócskavasnak.

## Főszereplők
| Szerep                              | Színész                 | Magyar hang                                 |
| ----------------------------------- | ----------------------- | ------------------------------------------- |
| Ellen Ripley                        | Sigourney Weaver        | Menszátor Magdolna                          |
| Leonard Dillon                      | Charles S. Dutton       | Papp János                                  |
| Jonathan Clemens                    | Charles Dance           | Helyey László                               |
| Harold Andrews                      | Brian Glover            | Gruber Hugó                                 |
| Bishop / Bishop II (Michael Bishop) | Lance Henriksen         | Pathó István                                |
| Thomas Murphy                       | Christopher Fairbank    | Kiss Gábor                                  |
| Walter Golic                        | Paul McGann             | Barbinek Péter                              |
| Francis Aaron ("85-ös")             | Ralph Brown             | Szersén Gyula                               |
| Robert Morse                        | Danny Webb              | Kristóf Tibor Reviczky Gábor (1 jelenetben) |
| Daniel Rains                        | Christopher John Fields | Uri István                                  |
| Frank Ellis                         | Carl Chase              | Kárpáti Tibor                               |
| David Postlethwaite                 | Pete Postlethwaite      | Reviczky Gábor                              |
| Troy                                | Paul Brennen            | Faragó József                               |
| Junior                              | Holt McCallany          |                                             |
| Peter Gregor                        | Peter Guinness          |                                             |
| Newt                                | Danielle Edmond         | -                                           |
| Az Idegen ("Sárkány")               | Tom Woodruff Jr.        | -                                           |

## A film készítése
A bolygó neve: Halál után a 20th Century Fox megkereste a Brandywine Productionst, hogy készítsenek el egy újabb folytatást az Alien-franchise-hoz. David Giler és Walter Hill producerek kezdetben nem voltak túl lelkesek, ugyanis szerettek volna eltávolodni az eddigi irányvonaltól. Így aztán az ötletelés a Weyland-Yutani Társaság háttértörténete felé ment el, és hogy miért is akarja az idegeneket fegyverként használni. Giler és Hill végül úgy határoztak, hogy két filmet készítenek elő, amelyek végül lezárják a teljes történetet. A cselekmény a Weyland-Yutani Társaság szembenállását mutatta volna be egy társadalomból kirekesztett, szocialista, katonailag agresszív csoportosulással. Sigourney Weaver csak epizódszerepben bukkant volna fel a harmadik filmben, a főszereplők az előző filmből ismert Hicks tizedes és Bishop lettek volna. Az Alien 4 főhőse viszont már Ripley lett volna, aki a Földet fenyegető idegenekkel szemben szervezte volna meg az ellenállást. Weavernek tetszett, hogy a koncepcióban vannak hidegháborús áthallások, így elvállalta, hogy beugrik egy kisebb szerep erejéig. Azért csak kisebb, mert nem tetszett neki, ahogy a Fox A bolygó neve: halál című filmből kivágta azokat a jeleneteket, amelyek Ripley karakterfejlődése szempontjából szerinte fontosak voltak.
A 20th Century Fox mindebbe csak azzal a feltétellel egyezett bele, ha megpróbálják megnyerni Ridley Scottot rendezőnek, és ha a két filmet költségcsökkentési okokból egyszerre veszik fel. Scott egyéb elfoglaltságai miatt nem tudta vállalni a rendezést, felkérték viszont az ismert cyberpunk írót, William Gibsont a film forgatókönyvének megírására.

### William Gibson változata
Gibson 1987 szeptemberében kapta a felkérést, a Brandywine pedig, amelyik tartott a forgatókönyvírók esetleges sztrájkjától, azt kérte, hogy még az év decemberére legyen kész. Nagyon tetszett neki Giler és Hill eredeti elképzelése a "marxista űrbirodalomról", ezért ezen a vonalon indult el. Ezalatt a stúdió felkérte Renny Harlint, hogy rendezze meg a filmet, miután látták a "Rémálom az Elm utcában 4" című rendezését. Harlin más irányokba akarta vinni a történetet, például az idegenek anyabolygójára, vagy egyenesen a Földre.
Az első forgatókönyvet Gibson gúnyosan csak az "Űrkomcsik idegen tojásokat rabolnak - nagy zűr a plázában" összefoglalóval illette. Ebből a változatból Ripley karaktere szinte teljesen kimaradt, a főszerepben pedig Hicks és Bishop lett volna látható. A helyszín egy Anchorpoint nevű űrállomás, ahol a Weyland-Yutani kísérleteket folytatott a Bishop torzójából kimentett idegen eredetű anyaggal. Ezzel szemben a rivális "Haladó Népek Uniója" nevű szervezet is nekilát a saját kísérleteinek, akik még a Sulacóról szerezték a szükséges genetikai anyagot. Végül mindkettejük űrállomását elárasztották az idegenek, Hicks és Bishop pedig a túlélőkkel szövetkezve látott neki az irtásuknak. A film nem lett volna lezárva, ugyanis utalást tettek volna a közelgő negyedik részre azzal, hogy a genetikai anyag egy része a Sulaco fedélzetén éppen a Föld felé tart. Bishop itt utalt volna arra, hogy a közös ellenséggel szemben az emberiség talán képes lesz egyként fellépni, és megkeresik az anyabolygójukat, hogy mind egy szálig kiirtsák őket.
A film akciódúsnak készült volna, számtalan harci jelenettel, és sok színésszel. Emiatt később sokan a végleges filmnél is jobbnak tartották, az interneten pedig hamar nagy rajongótábort szerzett. A producerek elégedetlenek voltak vele, Giler szerint egy tökéletes, de nem igazán érdekes forgatókönyv volt, főként azért nem, mert nagyon elmozdult a történet a gyökerektől. Bizonyos részek tetszettek nekik, például hogy az idegen lény a HIV rejtett metaforája, de hiányolták az előző két filmben erős emberi tényezőt és Gibson sajátos cyberpunk-esztétikáját. A forgatókönyvírók sztrájkjának befejeződését követően megkérték, hogy írja át Harlinnal együtt a történetet, de ezt ő más munkáira, valamint arra hivatkozva, hogy a producerek túlságosan ráakaszkodtak, visszautasította.
A történet nem veszett el, ugyanis a népszerűsége miatt a Dark Horse Comics "William Gibson's Alien 3" címmel ötrészes képregényt jelentetett meg belőle 2018-ban, amelyet Johnnie Christmas rajzolt. 2019-ben ez alapján egy hangoskönyv is készült, amelyben Michael Biehn és Lance Henriksen újra eljátszották a szerepüket. 2021-ben Pat Cadigan kiadta az Alien³: The Unproduced First-Draft Screenplay by William Gibson című regényt. A hangoskönyvvel és a képregénnyel ellentétben ez még a legelső forgatókönyvből készült. 2022-ben a mű elnyerte a legjobb adaptáció kategóriában a Scribe Award-ot.

### Eric Red forgatókönyve
Gibson távozása után Renny Harlin Eric Reid-et javasolta, aki "Az országút fantomja" és az "Alkonytájt" című horrorfilmeket is írta. Ő 1989 februárjára készült el, mindössze két hónap alatt. Utóbb a munkáját ő maga is megtagadta, mert összecsapottnak és kidolgozatlannak tartotta. Az előző film túlélőit már a nyitó képsorokban kiírta a történetből, helyette pedig teljesen új szereplőket hozott be, és az idegenek új fajtáját.
Ebben a változatban a helyszín egy óriási űrállomás, amely egy amerikai vidéki városka mintájára lett mesterségesen berendezve, egy óriási kupola alatt. A város alatt, titkos, lezárt részeken a hadsereg tudósai titokban kísérleteket végeztek az idegeneken. A lények azonban elszabadultak, megölték a tudósokat és a katonákat, így az életben maradt városiaknak maguknak kellett velük felvenni a harcot. Az itteni idegenek, hasonlóan Gibson tervezetéhez, a genetikai mutációk miatt (amelyeket végeztek rajtuk), képesek a fertőzésre: csakhogy amíg a Gibson-féle változatban egy spórafelhőnek köszönhetően változtak volna az emberek idegen lényekké, addig itt bármilyen közvetlen érintkezéssel, és nemcsak a szerves anyagok. A történet legvégére maga az űrállomás is egy hatalmas biomechanikus idegen lénnyé változott volna. A Brandywine végül visszautasította a forgatókönyvet, mert túlságosan eltért az eredeti történettől, és arról is letett, hogy két filmet forgassanak le szimultán.

### David Twohy története
Újabb forgatókönyvet rendeltek be, ezúttal David Twohytól, aki azt az instrukciót kapta, hogy Gibson eredeti történetéből induljon ki. Mivel a kommunizmus bukásával a hidegháborús történetek idejétmúlttá váltak, Twohy a történetet egy börtönbolygóra rakta, ahol kísérleteket végeztek az idegeneken. Harlinnak ez nem tetszett, mert túlságosan hasonlított az első két filmre, amellett belefáradt, hogy nem halad a dolog sehová, ezért inkább otthagyta a projektet és megrendezte a "Ford Fairlane kalandjai"-t. A történetre a Fox elnöke, Joe Roth is nemet mondott, mert kivette Ellen Ripley karakterét, aki pedig szerinte az egésznek a központi karaktere. Sigourney Weavert ekkor keresték meg először, 4 millió dollárt és a bevételekből történő arányos részesedést felajánlva. Neki annyi kérése volt, hogy a történet legyen eredeti, meggyőző, és ne legyen benne a fegyvereknek központi szerepe. Twohy ezután nekilátott a történet átdolgozásának, immár Ripley-vel.

### Vincent Ward a rendezői székben
Miután Walter Hill megnézte "A navigátor - Középkori Odüsszeia" című filmet, felkérte az éppen következő, "Az emberi szív térképe" címre hallgató filmjén dolgozó Vincent Ward-ot, hogy rendezze meg az Alien sorozat harmadik epizódját. Ward eleinte nem akart kötélnek állni, mert nem szeretett volna egy folytatáson dolgozni. Twohy forgatókönyve ráadásul nem is nagyon izgatta, hanem helyette egy saját történettel állt elő. Ebben a változatban Ripley a mentőkapszulájával egy kolostor-szerű űrállomáson landolt. A stúdió vezetőinek tetszett az ötlet, és felkérték, hogy John Fasano segítségével csináljon belőle egy teljes forgatókönyvet. Mikor Twohy másodkézből megtudta, hogy egy másik forgatókönyv is készül az övé mellett, azonnal kiszállt.
Ward egy olyan űrállomást képzelt el, ahol minden archaikus stílusban épült, javarészt fából, lakói pedig szerzetesek, akik önmegtartóztató életet éltek, teljes egészében elvetve a modern technológiát. Ripley érkezését szerencsehozó hullócsillagként élték volna meg, az idegen lény felbukkanását pedig isteni büntetésnek vélték a bűneik miatt. Ezért, és mert évek óta egyikük sem látott nőt, Ripleyt az űrállomás alsó szintjein található börtönbe zárják, s nem hallgatnak a figyelmeztetéseire. Egy szerzetes és egy Anthony nevű szintetikus segítségével viszont megszökik, és közös erővel próbálják meg elhagyni az Arceont. Később aztán rájött, hogy benne is van egy idegen lény, így a történet az ő vívódásáról szól önmaga szerepe és az idegennel való leszámolás között. A történet végén Ripley meghal, ugyanis Weaver csak azzal a feltétellel egyezett bele, hogy részt vállal a projektben, ha ez megtörténik. A forgatókönyv ígéretesnek és lenyűgözőnek tűnt, utóbb a Time magazin újságírója a legjobb, soha el nem készült sci-fi filmek listájára is felvette. Ebből a tervből azért nem lett semmi, mert a Brandywine szerint túl költséges és bonyolult lett volna kivitelezni egy olyan űrállomást, ahol minden fából épült, amellett túlságosan művészieskedőnek tartották az első két rész üzleti szempontú megközelítéseinek rovására. Ward megpróbálta meggyőzni a producereket azzal, hogy a kolostort ércbányára, a szerzeteseket pedig rabokra módosította, de a Fox részéről akkora módosítási igény lépett fel, hogy Ward is elhagyta a projektet. A végső változat mindazonáltal nagymértékben épít az általa összeállított történetre.

### A Hill és Giler változat
Még mielőtt a forgatás elkezdődött volna, Giler és Hill úgy döntöttek, a kezükbe veszik a forgatókönyvet, és egy újat írtak, megpróbálván egyesíteni Twohy börtönös történetét Ward szerzeteses koncepciójával, Larry Ferguson segítségével. Utóbbi munkájával többen, köztük Weaver sem volt megelégedve, mert úgy vélte, hogy Ripley karakteréből egy "felbosszantott tornatanárt" csinált. A szerződésében ráadásul volt egy kitétel, miszerint a forgatókönyv végső változatára Gilernek és Hillnek is áldását kellett adnia, merthogy James Cameron mellett ők voltak az egyetlenek, akik jól meg tudták írni a karaktert. Az idő szorított, és felkérték az addig csak videoklipeket rendező David Finchert, hogy rendezze meg a filmet. Ő maga, valamint Rex Pickett is végeztek módosításokat a forgatókönyvön - utóbbi, habár kirúgták, és a Giler-Hill páros szentesítette a végső változatot, jelentős részben hozzájárult ahhoz, hogy a történet koherens egésszé alakuljon. Fincher szerette volna Gary Oldmant látni az egyik szerepben, ami végül nem jöhetett össze.

### Forgatás
1991. január 14-én kezdték el forgatni a filmet a Pinewood Studios-ban, úgy, hogy a forgatókönyv még kész sem volt, de 7 millió dollárt máris elköltöttek. Egyes jeleneteket az angliai Blyth hőerőműben és a Dawdonhoz közeli tengerparton vettek fel. A film operatőre Jordan Cronenweth lett volna, aki két héttel a forgatás kezdete után előrehaladott Parkinson-kórja miatt már képtelen volt folytatni a munkát - a helyére Alex Thomson került. Charles Dance elmondása szerint egy alternatív befejezést is leforgattak azután, hogy megjelent a mozikban a Terminátor 2 - Az ítélet napja, és attól tartottak, hogy a két film befejezése túlságosan hasonló. Végül az alternatív változatot nem használták fel.
Stan Winston, aki az előző rész vizuális effektjeiért is felelt, nem volt elérhető, ezért Tom Woodruff Jr.-ra és Alec Gillisre esett a választás. Ők nemrég alapították meg saját, Amalgamated Dynamics nevű cégüket. A forgatás kezdete előtt már elkészítették az idegen, valamint a Sulaco áldozatainak holttestjének modelljét. A kompozícióért és az utómunkálatokért a Boss Film Studios felelt. Rövid szekvenciák készültek komputergenerált animációval is, ezek közül az egyik az volt, amikor az idegen feje a hőmérsékletkülönbség miatt szétrobban, de ilyenek voltak a mozgatott idegen-figura árnyékai, vagy a kültéri jelenetben a levegőből hulló törmelékek.
David Fincher szerette volna, ha az idegen lény inkább egy pumára, egy bestiára hasonlítana, szemben a korábbi részek humanoid alkatával, ezért megkeresték az alkotó H.R. Gigert, hogy készítsen új vázlatokat. Ez hosszabb, vékonyabb lábakat, a gerinc körüli csőszerű toldalékok eltávolítását, és ötletszerűen a második száj helyére egy éles nyelv helyezését jelentette. A vázlataiból végül csak a négy lábon járót használták fel. Megépítették a lény nagyobb méretű bábverzióját is, amelyet viszont a flilmből kivágtak, és csak az Assembly Cutban szerepelnek, ugyanis a bábjátékosokat csak költségesen tudták volna kimontírozni. A lényt Tom Woodruff Jr. alakította, valamint egy báb, amelyet zöld háttér előtt filmeztek és utóbb illesztettek be a filmbe, a zsinórokat pedig rotoszkopikus technikával tüntették el. A közeli felvételekhez egy mechanikus fejet is építettek. Woodruff egyszerűen tudott négykézláb közlekedni a jelmezben, amely még "A bolygó neve: Halál"-ban látott ruházatra épült. A feje a kreatúra nyakában volt, ugyanis a lény fejét mechanikusan tudták irányítani. Fincher azt is javasolta, hogy egy kis angol agarat öltöztessenek be, de ez rendkívül komikus látványt nyújtott.
Azért választották a bábos megoldást, mert a stop-motion technikával nem tudták volna elérni azt a folyamatosságot, ami élethűvé tette volna. Cserébe a bábbal gyakorlatilag bármilyen mozdulatot meg tudtak csinálni bármilyen felszínen. A mozgatását és a filmfelvételeket az effektesek egy speciális program és lézerlemez segítségével viszonylag hamar össze tudták vetni, hogy azon mielőbb lehessen korrigálni. A bábut általában 4-6 ember irányította, szellős térben, nagy szilárd felszíneken. A gyorsan és hatékonyan mozgatható bábuval egy jelenetről akár 60-70 felvételt is lehetett készíteni egyszerre. Bishop esetében nem Lance Henriksen játssza őt el, a színész csak a szövegét olvasta fel a háttérben, hogy segítse Sigourney Weavert, helyette egy távirányítású figurát használtak.

## Assembly Cut
A házimozis megjelenésre, akárcsak a sorozat többi epizódja esetében, a Fox szeretett volna egy rendezői változatot. Fincher azonban visszautasította ezt, így hát a jegyzetei alapján, Charles de Lauzirika vezetésével elkészítették az úgynevezett Assembly Cut változatot 2003-ban. Ez a változat 144 perc hosszúságú, és több mint 30 kibővített, megváltoztatott, vagy éppen korábban törölt jelenet került be, ahogy alternatív, a történet szempontjából kulcsfontosságú jelenetek. Az egyik legfontosabb változtatás, hogy nem egy kutyából, hanem egy ökörből kerül elő az idegen lény. De ezen kívül például amikor megpróbálják a toxikus hulladéklerakóban csapdába csalni a lényt, ebben a változatban sikerrel járnak. Golic, az őrült rab, akit lenyűgöz az idegen lény, megszökik a gyengélkedőről, megöli az őrt, majd szabadon engedi a bestiát, a saját élete árán. Ez a jelenet egyben megmagyarázza azt, hogy mi történt vele, ugyanis Golic az eredeti változatban egyszerűen eltűnik az események kellős közepén. Néhány karakter sorsa is részletesebben kerül bemutatásra.
Ezt a változatot a 2010-es Blu-Ray kiadáson feljavították, mind képileg, mind a hang tekintetében, hogy illeszkedjen a film többi részéhez. Néhány színészt vissza is hívtak, hogy újra felvegyék velük a párbeszédeiket ezekhez a jelenetekhez.

## Díjak és jelölések
- Oscar-díj (1993)
  - jelölés: legjobb vizuális effektusok – Richard Edlund, Alec Gillis, Tom Woodruff jr., George Gibbs
- BAFTA-díj (1993)
  - jelölés: legjobb vizuális effektusok – Richard Edlund, Alec Gillis, Tom Woodruff jr., George Gibbs
- Motion Picture Sound Editors (1993)
  - jelölés: legjobb hangszerkesztés

## Forráshivatkozások
1. 1 2  Alien³ (angol nyelven). Box Office Mojo. (Hozzáférés: 2009. szeptember 23.)
2. ↑  Az IMDb adatai szerint 63 muillió dollár volt a film költségvetése.
3. ↑  In Defense of Alien 3: Assembly Cut (amerikai angol nyelven). Audiences Everywhere, 2017. augusztus 28. [2021. december 8-i dátummal az eredetiből archiválva]. (Hozzáférés: 2020. június 23.)
4. ↑   Wreckage and Rage: The Making of Alien 3 [Blu-Ray]. Alien Anthology Disk 5: Twentieth Century Fox Home Entertainment.
5. ↑  Other - Aliens - Le Retour - French Publicity Card - BACK - PHOENIX: Michael Biehn Gallery. www.michaelbiehn.co.uk. (Hozzáférés: 2025. február 10.)
6. ↑  Sigourney Weaver talks about Alien3' (angol nyelven). EW.com. (Hozzáférés: 2025. február 10.)
7. ↑  „The Greatest Horror Movies Never Made”, ThoughtCo. [2019. április 16-i dátummal az eredetiből archiválva] (Hozzáférés: 2025. február 10.) (angol nyelvű)
8. ↑  Staley, Brandon: EXCLUSIVE: William Gibson’s Unproduced Alien 3 Script to be Adapted by Dark Horse (angol nyelven). CBR, 2018. július 12. (Hozzáférés: 2025. február 10.)
9. ↑  Phipps, Keith: How William Gibson’s Alien III changes the Aliens world (amerikai angol nyelven). The Verge, 2019. június 24. (Hozzáférés: 2025. február 10.)
10. ↑  Alien 3 | WorldCat.org (angol nyelven). search.worldcat.org. (Hozzáférés: 2025. február 10.)
11. ↑  2022 Scribe Award Winners – International Association of Media Tie-In Writers. iamtw.org. (Hozzáférés: 2025. február 10.)
12. ↑  Mandatory - Laugh. Learn. Do Some Good. (amerikai angol nyelven). Mandatory, 2025. február 10. (Hozzáférés: 2025. február 10.)
13. 1 2  Alien 3: The Lost Tale Of The Wooden Planet | | Empire | www.empireonline.com. web.archive.org, 2015. szeptember 24. (Hozzáférés: 2025. február 10.)
14. ↑  David Twohy is a Hard-Working Man | Creative Screenwriting Magazine. web.archive.org, 2013. október 2. (Hozzáférés: 2025. február 10.)
15. ↑  The Unrequited Vision : Alien3 : Concepts : Vincent Ward (New Zealand English nyelven). vincentwardfilms.com. [2024. december 19-i dátummal az eredetiből archiválva]. (Hozzáférés: 2025. február 10.)
16. ↑  David Hughes: The greatest sci-fi movies never made. Internet Archive.  2001.  ISBN 978-1-55652-449-3 Hozzáférés: 2025. február 10.
17. ↑  Alien3: Set Visit To A Troubled Sequel. web.archive.org, 2015. július 3. (Hozzáférés: 2025. február 10.)
18. ↑  http://www.playboy.com/articles/playboy-interview-david-fincher
19. ↑  Vincent LoBrutto: Ridley Scott: A Biography.  2019–05–17.  ISBN 978-0-8131-7711-3 Hozzáférés: 2025. február 10.
20. ↑  https://archive.org/details/Fangoria_113/page/n37?q=Alien+3
21. ↑  Tom Woodruff Jr. interview. web.archive.org, 2008. december 3. (Hozzáférés: 2025. február 10.)
22. ↑  Interview: Amalgamated Dynamics' Tom Woodruff, Jr.- ShockTillYouDrop.com. web.archive.org, 2008. szeptember 20. (Hozzáférés: 2025. február 10.)
23. ↑  Lambie, Ryan: Alien 3: Comparing the Assembly Cut to the Theatrical Cut (amerikai angol nyelven). Den of Geek, 2017. május 10. (Hozzáférés: 2025. február 10.)
24. ↑  Shaffer, R. L.: Alien Anthology Blu-ray Review (angol nyelven). IGN, 2010. október 27. (Hozzáférés: 2025. február 10.)